# Септический артрит
Септический (бактериальный) артрит — быстропрогрессирующее, нередко деструктивное поражение суставов, обусловленное непосредственной инвазией синовиальной оболочки гноеродными микроорганизмами. Размножение микроорганизмов способствует развитию воспалительного процесса, который, в свою очередь, приводит к быстрой деструкции сустава. Главными проблемами остаются ошибки в ранней диагностике и лечении СА, которые являются основными причинами не только развития выраженной функциональной недостаточности сустава, но и значительного роста летальных исходов.

## Эпидемиология
Заболеваемость составляет 2-10 случаев на 100 000 в общей популяции и 30-70 на 100 000 среди пациентов с предшествующими заболеваниями суставов или перенесших эндопротезирование. Наиболее часто заболевают дети и лица старших возрастных групп.

## Этиология
Наиболее распространённым этиологическим агентом СА остаётся S.aureus. Он является причиной 80 % случаев инфекций суставов у больных ревматоидным артритом и сахарным диабетом. На втором месте по частоте находятся стрептококки, в частности β-гемолитический стрептококк группы А. Чаще всего данный возбудитель ассоциируется с каким-либо фоновым аутоиммунным заболеванием.
Теоретически все известные бактерии могут вызвать СА, поэтому в таблице ниже показаны данные о наиболее частых возбудителях:
| Возбудитель        | Частота , % |
| ------------------ | ----------- |
| S.aureus           | 37-56       |
| Streptococcus spp. | 10-28       |
| H. influenzae      | 4-7         |
| E. coli            | 6-9         |
| N. gonorrhoeae     | 0,6-12      |
| Анаэробы           | 1,3-3       |
| Не выявлен         | 10-20       |

## Патогенез
В здоровом организме успешное функционирование иммунной системы — фагоцитов синовиальной мембраны и синовиальной жидкости, способно обеспечить стерильность суставных тканей. При ослаблении защитных сил организма происходит инвазия и инфицирование сустава бактериальным агентом. Этому способствуют следующие причины:
- пожилой возраст
- тяжёлые сопутствующие заболевания (сахарный диабет, цирроз печени, онкологические заболевания, хроническая почечная недостаточность)
- наличие первичных очагов инфекции (пневмония, пиелонефрит)
- фоновая суставная патология (ревматоидный артрит, гемартроз, остеоартрит, суставные протезы)

В период стойкой бактериемии в сустав возбудитель попадает гематогенным путем. Лимфогенным путем возбудитель попадает в сустав из ближайших к очагов инфекции. Также возможно попадание прямым путем при травмах и медицинских манипуляциях (артроцентез, артроскопия).
Инвазия возбудителя в синовиальную оболочку влечёт за собой активный воспалительный процесс. Под влиянием продуктов жизнедеятельности бактерий происходят стимуляция иммунного ответа и высвобождение разнообразных медиаторов воспаления, накопление которых приводит к торможению синтеза хряща и его деградации с последующей деструкцией хрящевой и костной ткани и формированием костного анкилоза.

## Клиническая картина
Для заболевания характерно острое начало с выраженной болью. Поражённый сустав гиперемирован, припухший, горячий на ощупь. Боль возникает в покое и при двигательной нагрузке. У 80 % больных наблюдается лихорадочный синдром, который сопровождается ознобом.

## Диагностика
При анализе крови у больных, как правило, выявляются лейкоцитоз со сдвигом лейкоцитарной формулы влево и повышение СОЭ. Золотым стандартом в диагностике СА является развёрнутый анализ синовиальной жидкости (СЖ), полученный с помощью пункционной аспирации из поражённого сустава. СЖ следует окрашивать по Граму и проводить культуральное исследование. Оно является положительным примерно в 90 % СА, хотя первоначальное окрашивание по Граму даёт положительный результат только в 50 % случаев.

## Лечение
Лечение септического артрита комплексное, которое включает:
1. Антимикробную и симптоматическую терапию.
2. Адекватный дренаж (рекомендовано выполнять ежедневную аспирацию сустава для уменьшения выпота).
3. Ранняя активная реабилитация.

В качестве антибактериальной терапии первой линии рекомендуется флуклоксациллин, который способен действовать как на стафилококковую, так и на стрептококковую инфекцию до тех пор, пока не будет установлен возбудитель.